# Biatlo nos Jogos Paralímpicos de Inverno de 2014 - 6 km feminino
A disputa dos 6 km feminino do biatlo nos Jogos Paralímpicos de Inverno de 2014 foi disputada no Centro de Esqui Cross-Country e Biatlo Laura, na Clareira Vermelha, em 8 de março de 2014.

## Medalhistas
| Medalha | Atletas sentados        | Atletas em pé        | Deficientes visuais                            |
| ------- | ----------------------- | -------------------- | ---------------------------------------------- |
| Ouro    | GER Andrea Eskau        | RUS Alena Kaufman    | RUS Mikhalina Lysova / Alexey Ivanov (guia)    |
| Prata   | RUS Svetlana Konovalova | RUS Anna Milenina    | RUS Iuliia Budaleeva / Tatiana Maltseva (guia) |
| Bronze  | UKR Olena Iurkovska     | UKR Iuliia Batenkova | UKR Oksana Shyshkova / Lada Nesterenko (guia)  |

## Resultados

### Atletas sentadas
| Pos.              | Bib | Atleta                   | Penalidades | Tempo real | Tempo calculado | Diferença |
| ----------------- | --- | ------------------------ | ----------- | ---------- | --------------- | --------- |
| Medalha de ouro   | 103 | GER Andrea Eskau         | 0+0         | 20:26.0    | 19:12.4         | –         |
| Medalha de prata  | 101 | RUS Svetlana Konovalova  | 1+0         | 19:31.1    | 19:31.1         | +18.7     |
| Medalha de bronze | 104 | UKR Olena Iurkovska      | 0+0         | 19:39.6    | 19:39.6         | +27.2     |
| 4                 | 110 | USA Oksana Masters       | 0+0         | 19:43.2    | 19:43.2         | +30.8     |
| 5                 | 105 | RUS Marta Zaynullina     | 0+0         | 19:50.1    | 19:50.1         | +37.7     |
| 6                 | 107 | GER Anja Wicker          | 0+1         | 22:10.1    | 19:57.1         | +44.7     |
| 7                 | 106 | UKR Lyudymyla Pavlenko   | 0+2         | 21:34.8    | 20:17.1         | +1:04.7   |
| 8                 | 102 | RUS Maria Iovleva        | 0+2         | 20:25.1    | 20:25.1         | +1:12.7   |
| 9                 | 109 | BLR Lidziya Hrafeyeva    | 0+0         | 20:45.8    | 20:45.8         | +1:33.4   |
| 10                | 108 | RUS Akzhana Abdikarimova | 1+3         | 26:35.0    | 23:55.5         | +1:43.1   |

### Atletas em pé
| Pos.              | Bib | Atleta                  | Penalidades | Tempo real | Tempo calculado | Diferença |
| ----------------- | --- | ----------------------- | ----------- | ---------- | --------------- | --------- |
| Medalha de ouro   | 121 | RUS Alena Kaufman       | 0+0         | 19:01.4    | 18:27.2         | –         |
| Medalha de prata  | 122 | RUS Anna Milenina       | 1+1         | 19:32.6    | 18:57.4         | +30.2     |
| Medalha de bronze | 128 | UKR Iuliia Batenkova    | 1+0         | 20:05.9    | 19:17.7         | +50.5     |
| 4                 | 125 | FIN Maija Jarvela       | 0+0         | 20:03.5    | 19:27.4         | +1:00.2   |
| 5                 | 123 | UKR Oleksandra Kononova | 2+0         | 20:11.3    | 19:35.0         | +1:07.8   |
| 6                 | 124 | JPN Shoko Ota           | 0+0         | 20:24.2    | 19:47.5         | +1.20.3   |
| 7                 | 130 | UKR Liudmyla Liashenko  | 0+0         | 20:54.9    | 20:17.3         | +1:50.1   |
| 8                 | 127 | JPN Momoko Dekijima     | 1+0         | 21:30.2    | 20:38.6         | +2:11.4   |
| 9                 | 129 | RUS Natalia Bratiuk     | 1+1         | 22:03.7    | 21:24.0         | +2:56.8   |
| 10                | 132 | ITA Pamela Novaglio     | 0+0         | 22:38.3    | 21:44.0         | +3:16.8   |
| 11                | 126 | UKR Iryna Bui           | 1+2         | 22:52.3    | 22:11.1         | +3:43.9   |
| 12                | 131 | BLR Larysa Varona       | 1+0         | 23:39.9    | 22:57.3         | +4:30.1   |
| 13                | 133 | JPN Yurika Abe          | 1+3         | 25:09.7    | 24:09.3         | +5:42.1   |
| 14                | 134 | CAN Caroline Bisson     | 2+1         | 28:22.9    | 27:14.8         | +8:47.6   |

### Deficientes visuais
| Pos.              | Bib | Atleta                                        | País             | Penalidades | Tempo real | Tempo calculado | Diferença |
| ----------------- | --- | --------------------------------------------- | ---------------- | ----------- | ---------- | --------------- | --------- |
| Medalha de ouro   | 141 | Mikhalina Lysova Guia: Alexey Ivanov          | RUS Rússia       | 0+0         | 20:27.8    | 20:03.2         | –         |
| Medalha de prata  | 142 | Iuliia Budaleeva Guia: Tatiana Maltseva       | RUS Rússia       | 2+0         | 20:56.8    | 20:31.7         | +28.5     |
| Medalha de bronze | 144 | Oksana Shyshkova Guia: Lada Nesterenko        | UKR Ucrânia      | 0+0         | 21:14.5    | 20:49.0         | +45.8     |
| 4                 | 143 | Elena Remizova Guia: Natalia Yakimova         | RUS Rússia       | 2+0         | 21:34.7    | 21:08.8         | +1.05.6   |
| 5                 | 145 | Vivian Hösch Guia: Norman Schlee              | GER Alemanha     | 0+0         | 24:47.6    | 21:34.2         | +1.31.0   |
| 6                 | 148 | Yadviha Skorabahataya Guia: Iryna Nafranovich | BLR Bielorrússia | 0+2         | 23:18.9    | 22:50.9         | +2:47.7   |
| 7                 | 146 | Margarita Gorbounova Guia: Andrea Bundon      | CAN Canadá       | 2+0         | 26:17.8    | 26:17.8         | +6:14.6   |
|                   | 147 | Olga Prylutska Guia: Volodymyr Mogylnyi       | UKR Ucrânia      | DNF         | DNF        | DNF             | DNF       |

Legenda
| Recorde mundial      | Recorde mundial (World record)               |                       | Recorde africano                      | Recorde africano (African) |                                           | Q | Classificado por posição (Qualified) |
| Recorde olímpico     | Recorde olímpico (Olympic record)            | Recorde da América    | Recorde da América (Americas)         | q                          | Classificado por melhor tempo (Qualified) |   |                                      |
| Melhor marca do ano  | Melhor marca do ano (World leading)          | Recorde asiático      | Recorde asiático (Asian)              | DNS                        | Não largou (Did not start)                |   |                                      |
| Recorde nacional     | Recorde nacional (National record)           | Recorde europeu       | Recorde europeu (European)            | DNF                        | Não terminou (Did not finish)             |   |                                      |
| Recorde pessoal      | Recorde pessoal do atleta (Personal best)    | Recorde da Oceania    | Recorde da Oceania (Oceania)          | DSQ / DQ                   | Desclassificado (Disqualified)            |   |                                      |
| Recorde da temporada | Recorde da temporada do atleta (Season best) | Recorde sul-americano | Recorde sul-americano (South America) | NM                         | Sem marca (No mark)                       |   |                                      |